# Мегхалая
Мегхала́я, також Меґхала́я або Мегала́я (англ. Meghalaya, гінді मेघालय) — штат на північному сході Індії. Його назва на санскриті означає «оселя хмар». Населення штату в 2014 році становило 3 211 474 осіб. Мегхалая займає площу 22 429 км², при цьому протяжність штату із заходу на схід становить приблизно 300 км, а з півночі на південь близько 100 км. На півночі та сході межує з індійським штатом Ассам, на півдні та заході — з територією Бангладеш.
Столиця — місто Шиллонг, через специфічний гірський пейзаж відоме як «Шотландія Сходу».
До 1972 року Мегхалая була частиною штату Ассам. Тоді з колишніх ассамських округів Гори Гаро та Об'єднані Гори Кхасі і Джайнтія було утворено новий 21-й штат Індійського Союзу Мегхалая.
Офіційною мовою штату є англійська. Крім того, 2005 року офіційними регіональними мовами стали найбільш вживані місцеві мови кхасі і гаро, перша — в центральних і східних округах Східні Гори Кхасі, Західні Гори Кхасі, Гори Джайнтія та Рі-Бхой, друга — в західних округах Східні Гори Гаро, Західні Гори Гаро і Південні Гори Гаро.

## Природа
Територія штату Мехалая — це переважно гірський регіон з окремими долинами і високогірними плато. Більшу частину штату займає плато Шиллонг, що складається з гір Гаро (англ. Garo Hills), Кхасі (англ. Khasi Hills) та Джайнтія (англ. Jaintia Hills). Найвищою точкою є пік Шиллонг (англ. Shillong Peak) висотою 1961 метр над рівнем моря; розташований він у горах Кхасі.

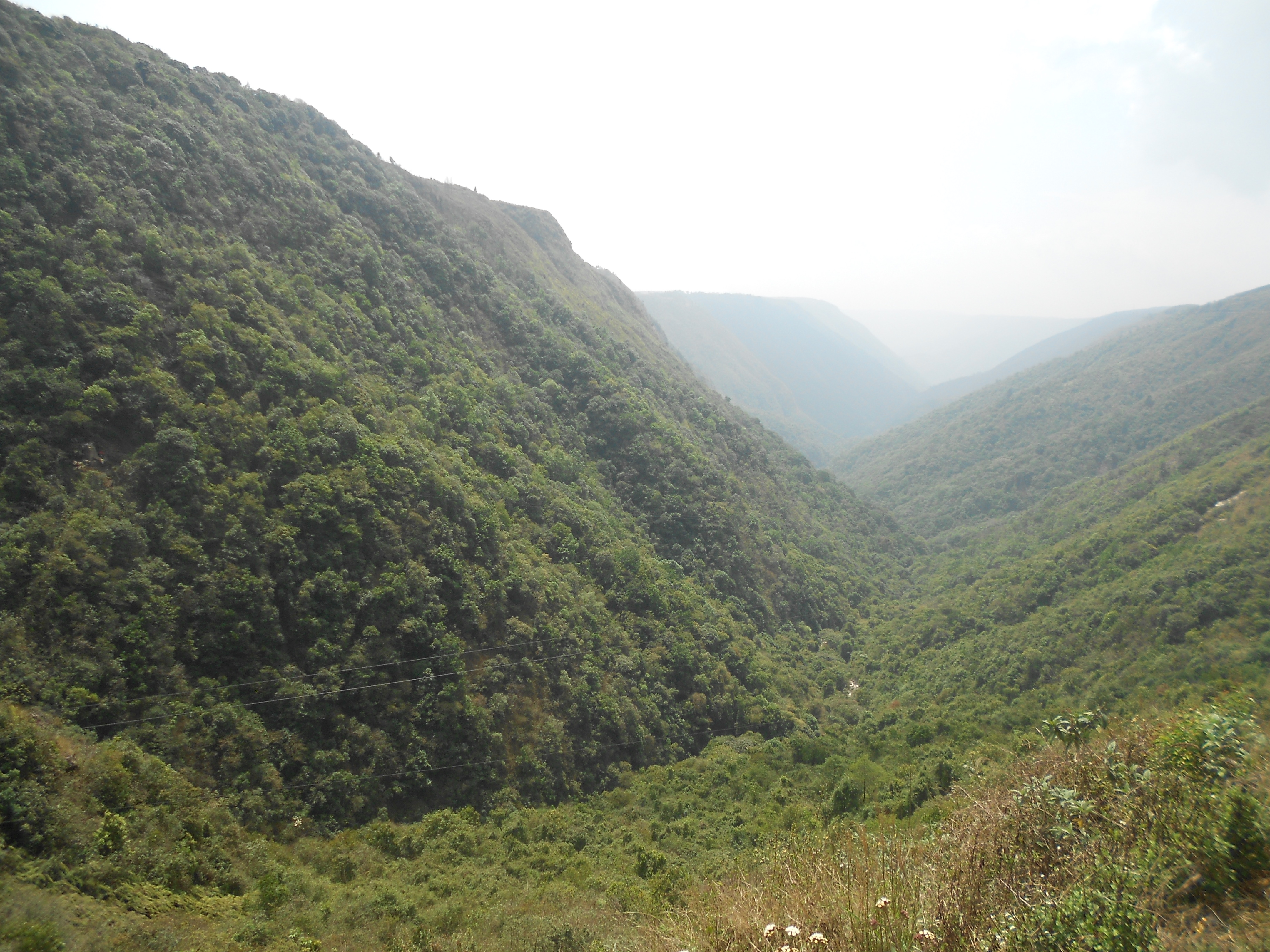
Гори Мегалаї

У Мегалаї багато річок, які утворюють серед гір глибокі ущелини, є декілька красивих водоспадів. Більшість річок має сезонний характер, вони стають повноводними в період дощів.
Клімат залежить від мусонів і змінюється з висотою. Сезон мусонів триває з травня по вересень. В горах Кхасі і Джайнтія не дуже жарко влітку і не дуже холодно взимку, в Шиллонзі середня температура в травні-червні становить 24 °C, у грудні-січні – близько +4 °C. На рівнинах гір Гаро клімат більш жаркий і вологий. Небо Мегхалаї лише зрідка залишається вільним від хмар. Середня кількість опадів становить близько 2600 мм на рік на заході, від 2500 до 3000 мм на півночі і близько 4000 мм на південному сході штату. Максимальна кількість опадів випадає на південних схилах гір Кхасі. Тут, в районі містечка Черрапунджі, що на південь від столиці штату, зареєстровані світові метеорологічні рекорди:
- найбільша кількість опадів за 48 годин (2493 мм, 15-16 червня 1995);
- найбільша кількість опадів протягом 12 місяців (26,47 м, 8 серпня 1860 — 7 липня 1861).

Вітри дмуть протягом усього року.
Площа лісів Мегхалаї становить 15 584 км2, це складає 69,5% території штату. Частина лісів перебуває під охороною держави. Місцева природа відзначається великим біологічним різноманіттям. Яскравим прикладом цього є національні парки Балпакрам [Архівовано 9 липня 2016 у Wayback Machine.] (англ. Balpakram National Park) і Нокрек [Архівовано 14 серпня 2006 у Wayback Machine.] (англ. Nokrek National Park India) у горах Гаро. Їх візитівкою є слони і тигри. Тут можна побачити гулока, рідкісний вид гібонів. Зустрічаються також олені, ведмеді, червоні панди, гаури, дикі буйволи, леопарди, мангусти, кабани та багато інших цікавих тварин. 660 видів птахів живуть у лісах Мегхалаї. Серед них великий індійських птах-носоріг, павовий фазан, великий індійський папуга, блакитна сойка та ін. Вапнякові печери є домівкою рідкісних видів кажанів.

Біорізноманіття
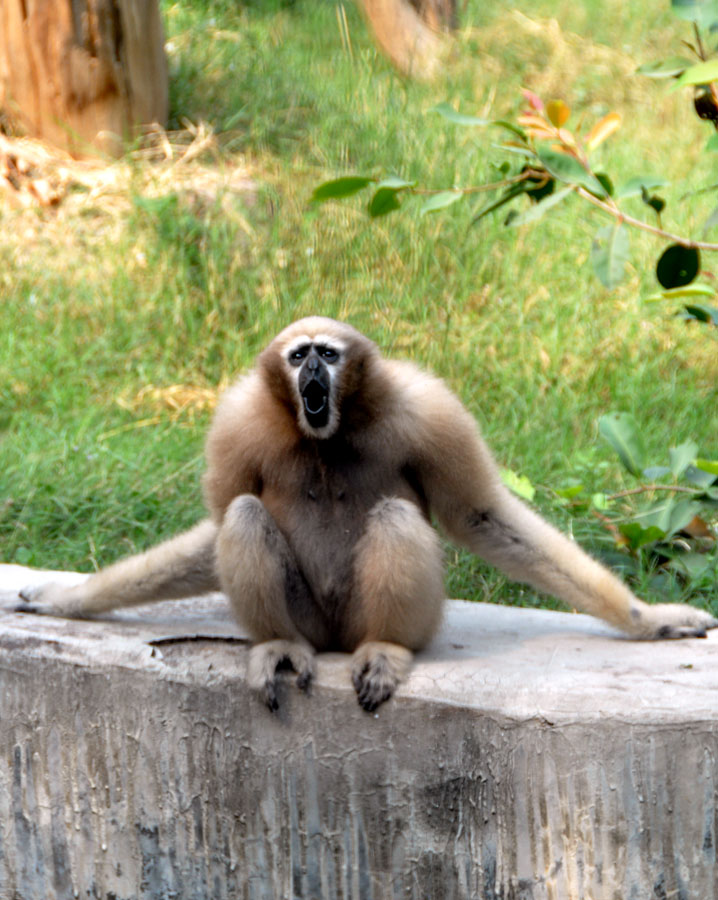
Самиця гулока
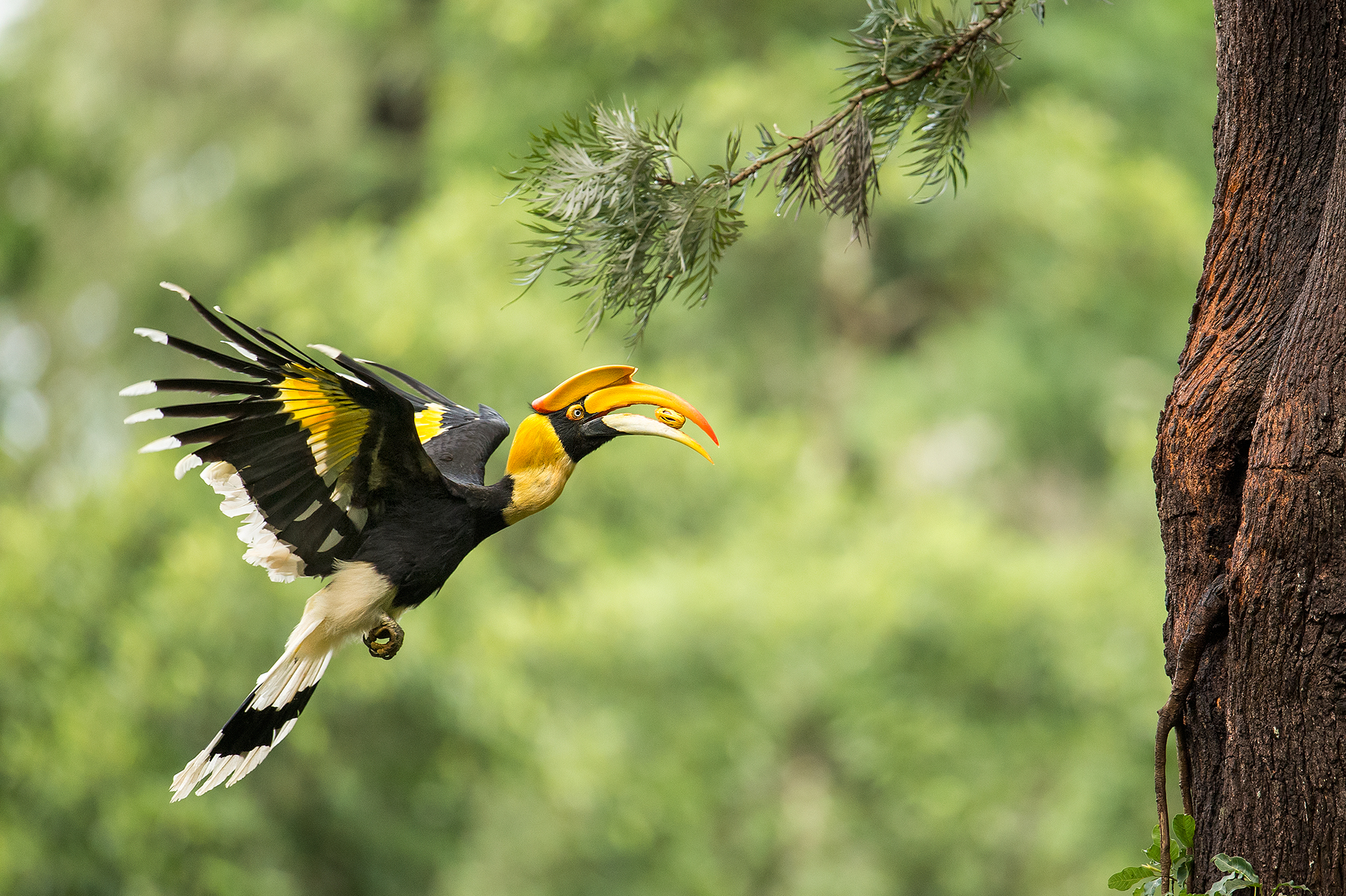
Самиця птаха-носорога
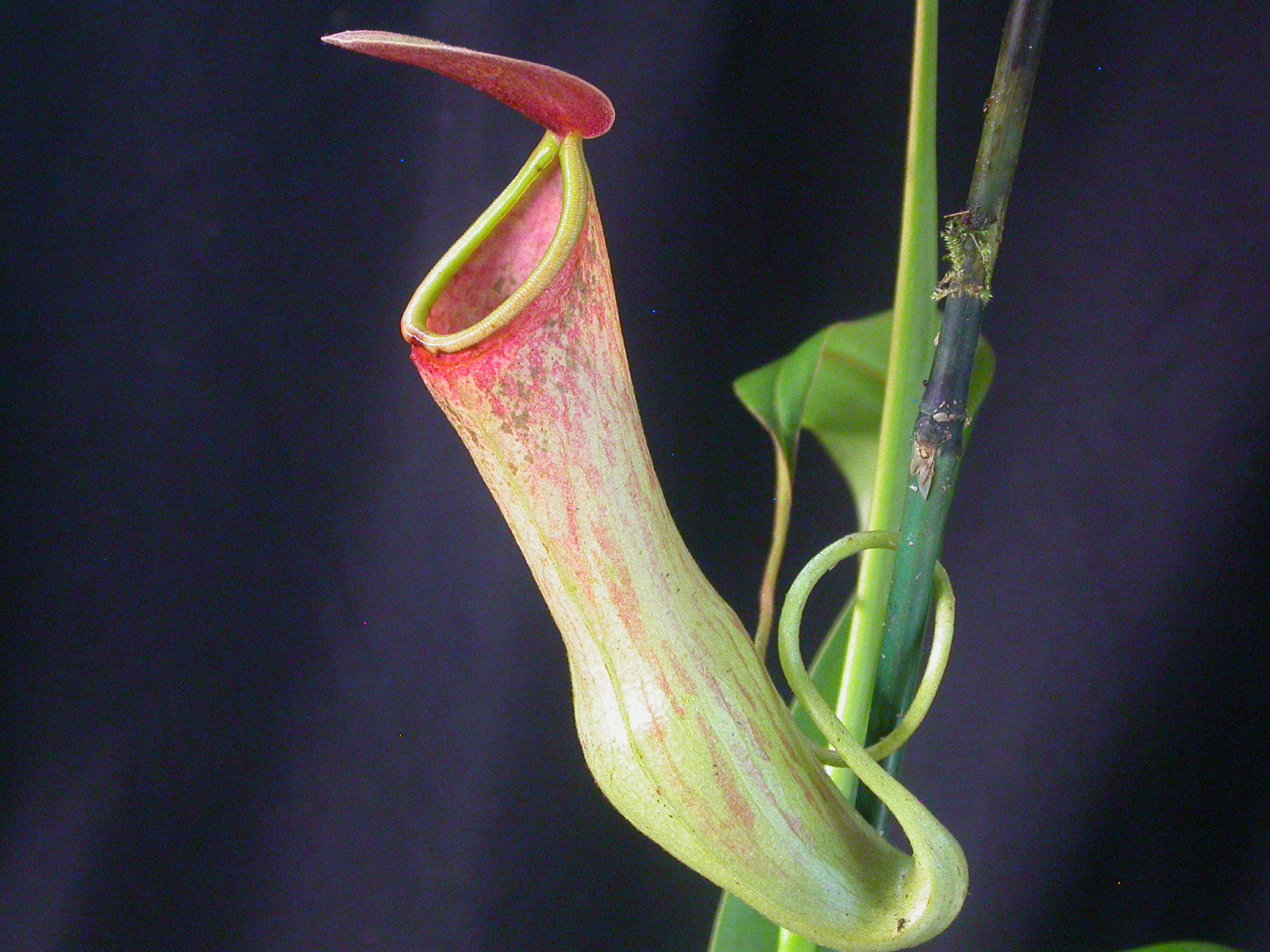
Nepenthes khasiana
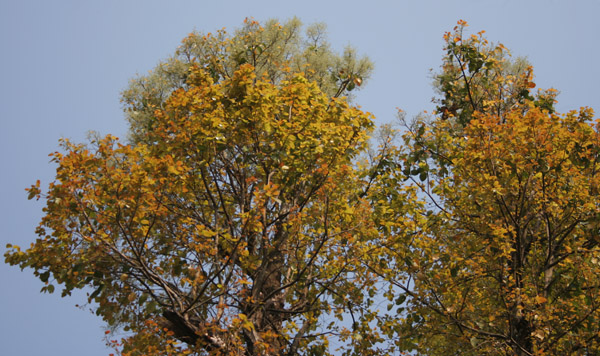
Дерево сал

Величезним різноманіттям відзначається рослинний світ Мегхалаї. Лише орхідей тут нараховується близько 325 видів. Серед інших цікавих видів рослин можна назвати хижі рослини-глечики з роду непентес (Nepenthes khasiana), дерево сал (Shorea robusta), улюблене дерево бога Вішну, тикове дерево (Tectona grandis) з цінною деревиною.
Продовжують існувати в Мегхалаї так звані «священні гаї». Це невеличкі ділянки пралісів, які зберігалися людьми з релігійних і культурних переконань, тепер вони зарезервовані для проведення релігійних ритуалів і захищені від будь-якої експлуатації. Ці «священні гаї» стали пристановищем для багатьох рідкісних видів рослин і тварин.

## Населення

### Демографія
За даними перепису населення Індії 2011 р. населення штату Мегхалая становило 2 964 007 осіб, з них 1 492 668 (50,4%) чоловіків і 1 471 339 (49,6%) жінок, 2 368 971 особа (79,9%) живе в селах і 595 036 осіб (20,1%) є жителями міст. Столиця й найбільше місто штату Шиллонг в агломерації нараховувало 354 325 жителів.
Динаміка чисельності населення Мегхалаї, за даними переписів 1901-2011 років:
| Рік:       | 1901    | 1911    | 1921    | 1931    | 1941    | 1951    | 1961    | 1971      | 1981      | 1991      | 2001      | 2011      |
| ---------- | ------- | ------- | ------- | ------- | ------- | ------- | ------- | --------- | --------- | --------- | --------- | --------- |
| Населення: | 340 524 | 394 005 | 422 403 | 480 837 | 555 820 | 605 674 | 469 380 | 1 011 699 | 1 335 819 | 1 774 778 | 2 318 822 | 2 966 889 |
| Зростання: | —       | 15,71%  | 7,21%   | 13,83%  | 15,59%  | 8,97%   | 27,03%  | 31,50%    | 32,04%    | 32,86%    | 30,65%    | 27,95%    |

Розподіл населення за округами (2011, перепис):
| Штат/округ                                  | Населення | Місце за населенням | Доля в населенні штату, % | Щільність населення, осіб/км² | Місце за щільністю |
| ------------------------------------------- | --------- | ------------------- | ------------------------- | ----------------------------- | ------------------ |
| Мегхалая (англ. Meghalaya)                  | 2 964 007 | 0                   | 100,00                    | 132                           | 0                  |
| Західні Гори Гаро (англ. West Garo Hills)   | 642 923   | 2                   | 21,69                     | 173                           | 2                  |
| Східні Гори Гаро (англ. East Garo Hills)    | 317 618   | 5                   | 10,72                     | 122                           | 3                  |
| Південні Гори Гаро (англ. South Garo Hills) | 142 574   | 7                   | 4,81                      | 77                            | 6                  |
| Західні Гори Кхасі (англ. West Khasi Hills) | 385 601   | 4                   | 13,01                     | 73                            | 7                  |
| Рі-Бхой (англ. Ri Bhoi)                     | 258 380   | 6                   | 8,72                      | 109                           | 4                  |
| Східні Гори Кхасі (англ. East Khasi Hills)  | 824 059   | 1                   | 27,80                     | 292                           | 1                  |
| Гори Джайнтія (англ. Jaintia Hills)         | 392 852   | 3                   | 13,25                     | 103                           | 5                  |

### Зареєстровані племена
86,23% населення штату складають зареєстровані (регулярні, англ. Scheduled Tribes) племена, найбільшими з яких є кхасі і гаро.
Чисельність зареєстрованих племен в штаті Мегхалая, за переписом 2011 р.:
| Племена                   | Чисельність | Доля в населенні штату |
| ------------------------- | ----------- | ---------------------- |
| Кхасі (англ. Khasi)       | 1 411 775   | 47,63%                 |
| Гаро (англ. Garo)         | 821 026     | 27,70%                 |
| Гаджонг (англ. Hajong)    | 38 576      | 1,30%                  |
| Рабха (англ. Raba, Rabha) | 32 662      | 1,10%                  |
| Коч (англ. Koch)          | 22 716      | 0,77%                  |
| Мікір (англ. Mikir)       | 19 289      | 0,65%                  |
| Кукі (англ. Kuki)         | 14 275      | 0,48%                  |
| Інші                      | 195 542     | 6,60%                  |
| Всі племена               | 2 555 861   | 86,23%                 |

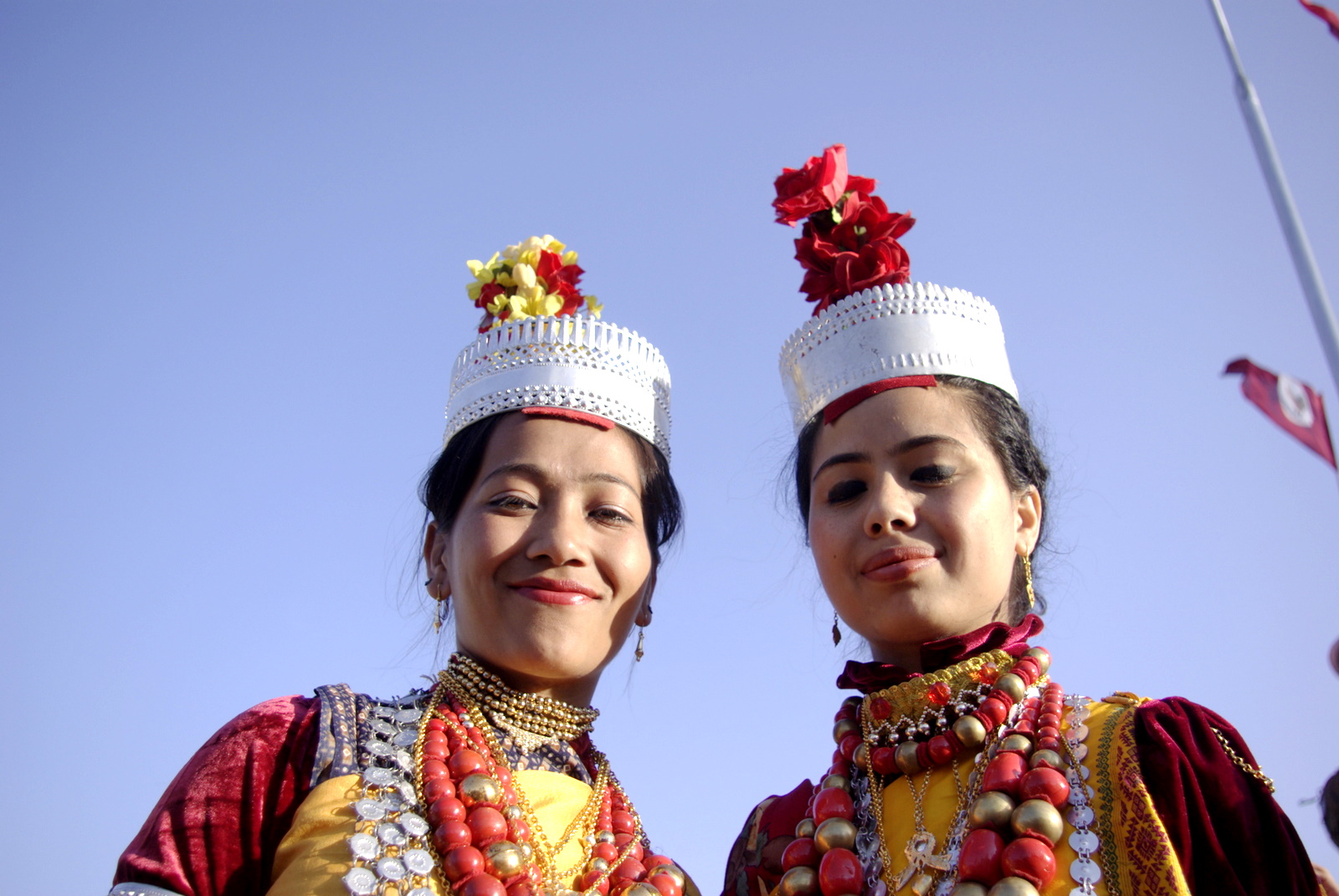
Дівчата з племені кхасі в традиційному вбранні

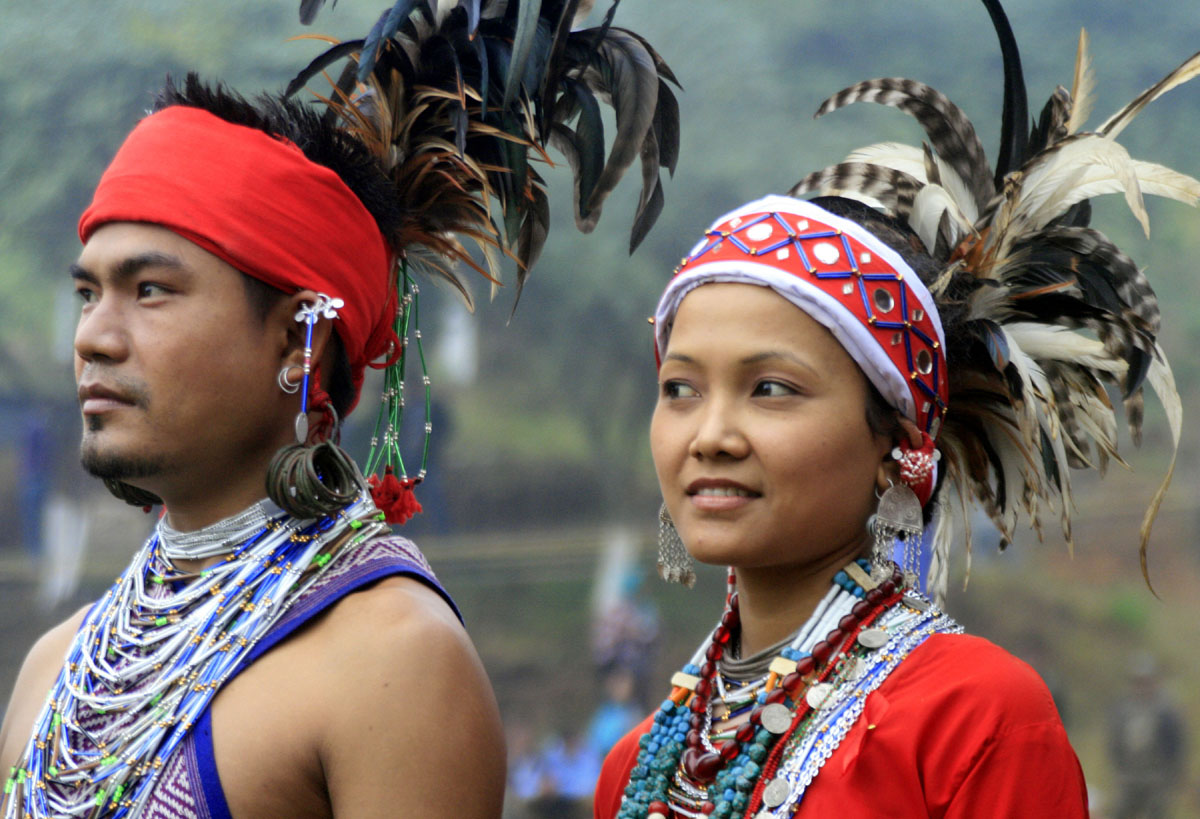
Пара з племені гаро у традиційному вбранні

Гаро живуть переважно у західних округах штату (гори Гаро), кхасі — в центральних та східних (гори Кхасі та Джайнтія). До складу кхасів включають також споріднені з ними племена джайнтія (англ. Jaintia), синтенг (англ. Synteng), пнар (англ. Pnar), вар (англ. War), бхой (англ. Bhoi), лингнам (англ. Lyngngam). Всі вони є корінними жителями краю, споріднені з народами мунда на плато Чхота-Нагпур в індійському штаті Джаркханд, монами у Нижній М'янмі та кхмерами у Камбоджі. Гаро (інша назва ачик, англ. Achik) належать до групи народів бодо-качарі, більшість яких розселена в сусідньому штаті Асам. Вони прийшли в Індію з південно-східного Тибету, але також вже дуже давно живуть на території Мегхалаї. На відміну від населення більшості штатів Індії, в Мегхалаї переважна частина населення, зокрема гаро, кхасі та джайнтія, дотримується традицій матріархату.
Розподіл найбільших племен Мегхалаї за округами (2011, перепис):
| Округи             | Кхасі       | Кхасі                   | Гаро        | Гаро                    |
| Округи             | Чисельність | Доля в населенні округу | Чисельність | Доля в населенні округу |
| ------------------ | ----------- | ----------------------- | ----------- | ----------------------- |
| Західні Гори Гаро  | 271         | 0,04%                   | 337 306     | 52,46%                  |
| Східні Гори Гаро   | 123         | 0,04%                   | 274 821     | 86,53%                  |
| Південні Гори Гаро | 26          | 0,02%                   | 128 215     | 89,93%                  |
| Західні Гори Кхасі | 287 142     | 74,47%                  | 42 615      | 11,05%                  |
| Рі-Бхой            | 189 766     | 73,44%                  | 14 100      | 5,46%                   |
| Східні Гори Кхасі  | 599 025     | 72,69%                  | 23 481      | 2,85%                   |
| Гори Джайнтія      | 335 422     | 85,38%                  | 488         | 0,12%                   |

### Релігія

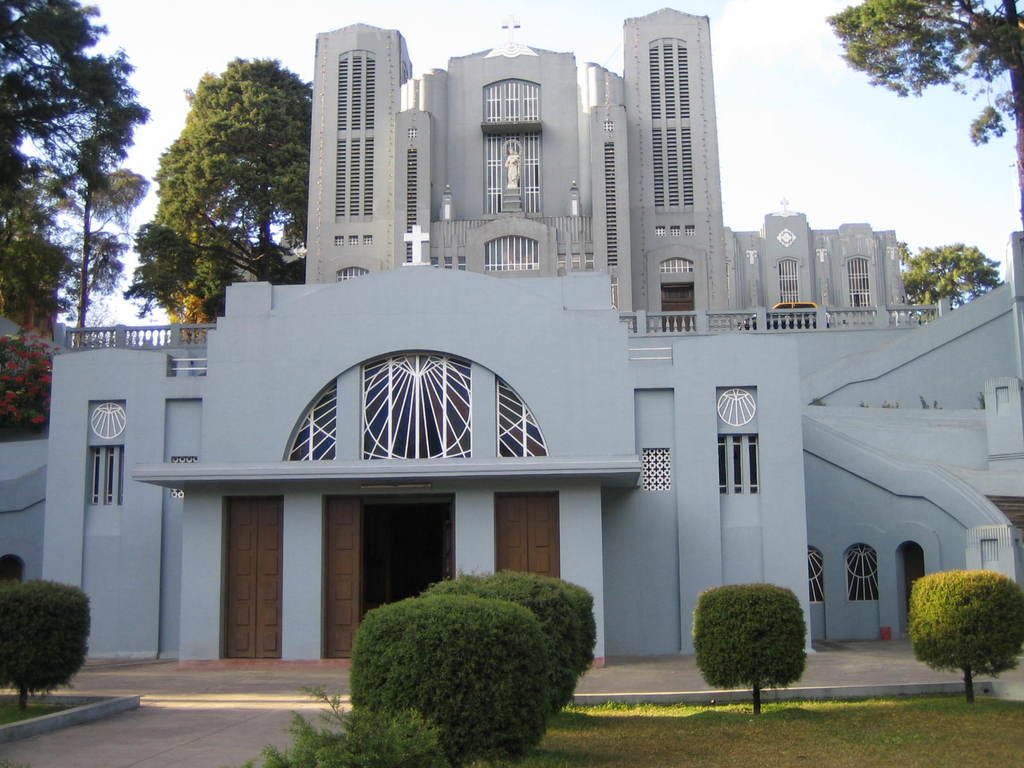
Кафедральна католицька церква в Шиллонзі

Мегхалая, поряд із Нагалендом і Мізорамом, є одним із трьох штатів Індії, що мають християнську більшість. Навернення місцевого населення на християнство відбувалося переважно за часи британського колоніального панування. Розподіл населення штату за віросповіданням, за даними перепису 2011 року був таким:
| Штат/народ | Загальна чисельність | Християни   | Християни | Індуїсти    | Індуїсти | Прибічники традиційних вірувань | Прибічники традиційних вірувань | Мусульмани  | Мусульмани | Інші        | Інші |
| Штат/народ | Загальна чисельність | Чисельність | %         | Чисельність | %        | Чисельність                     | %                               | Чисельність | %          | Чисельність | %    |
| ---------- | -------------------- | ----------- | --------- | ----------- | -------- | ------------------------------- | ------------------------------- | ----------- | ---------- | ----------- | ---- |
| Мегхалая   | 2 966 889            | 2 213 027   | 74,59     | 342 078     | 11,53    | 258 271                         | 8,71                            | 130 399     | 4,40       | 23 114      | 0,78 |
| Кхасі      | 1 411 775            | 1 173 693   | 83,14     | 10 302      | 0,73     | 217 488                         | 15,41                           | 5 138       | 0,36       | 5 154       | 0,37 |
| Гаро       | 821 026              | 787 029     | 95,86     | 4 776       | 0,58     | 20 297                          | 2,47                            | 3 647       | 0,44       | 5 277       | 0,64 |

Найбільшими релігійними громадами серед християн Мегхалаї є пресвітеріани та католики.

### Мови
Розподіл населення штату за мовною ознакою, за даними перепису населення 2001 р.:
| Мова:                                   | Кхасі     | Гаро    | Бенгалі | Непалі | Гінді  | Маратхі | Асамська | Марам  | Рабха  | Коч    | Мікір  | Інші   |
| --------------------------------------- | --------- | ------- | ------- | ------ | ------ | ------- | -------- | ------ | ------ | ------ | ------ | ------ |
| Чисельність осіб, що визнали її рідною: | 1 091 087 | 728 424 | 185 692 | 52 155 | 50 055 | 38 638  | 36 576   | 35 536 | 22 395 | 20 834 | 11 789 | 45 641 |
| Доля в населенні штату*:                | 47,05%    | 31,41%  | 8,01%   | 2,25%  | 2,16%  | 1,67%   | 1,58%    | 1,53%  | 0,97%  | 0,90%  | 0,51%  | 1,97%  |

*) Чисельність населення штату Мегхалая, за даними перепису 2001 року, становила 2 318 822 особи.
Мова кхасі належить до австроазійських мов, мови гаро, марам (англ. Maram), коч, рабха, мікір — до тибето-бірманських мов, бенгальська, непальська, гінді, маратхі, асамська мови — до індоарійських мов.

## Історія
Племена кхасі, гаро і джантія мали власні князівства, поки в XIX ст. не потрапили під владу колоніальної адміністрації Британської Індії. 1835 року британська влада включила ці землі до складу Асаму, в складі якого регіон мав напівнезалежний статус в силу договірних відносин з британською короною. Рельєф і клімат Мегхалаї виявився сприятливим для європейців. Вони зробили місто Шиллонг адміністративним центром Асаму, свої місії розташували тут також християнські місіонери. 1947 року, після проголошення незалежності Індії гори Гаро, Кхасі і Джайнтія увійшли до складу штату Асам, місто Шиллонг стало столицею цього штату.
Рух за створення окремого Гірського штату був започаткований у 1960 році. Після 12 років боротьби народився 21-й штат Індії Мегхалая. Він був створений з двох колишніх округів штату Асам: Об'єднані Гори Кхасі та Джантія та Гори Гаро. Спочатку, 2 квітня 1970 року, Мегхалая отримала статус автономного штату, а з 21 січня 1972 року вона стала повноцінним штатом. Місто Шиллонг, яке досі було столицею Ассаму, стало тепер столицею нового штату.

## Адміністративно-територіальний поділ
Станом на 2016 рік, штат Мегхалая поділявся на 11 округів (англ. Districts), а ті, в свою чергу на 39 блоків (англ. C.D.Block):
| Округ                                                      | Адміністративний центр           | Рік утворення | Кількість блоків | Стара назва                                    | Розташування |
| ---------------------------------------------------------- | -------------------------------- | ------------- | ---------------- | ---------------------------------------------- | ------------ |
| Східні Гори Кхасі (англ. East Khasi Hills)                 | Шиллонг (англ. Shillong)         | 1972          | 8                | до 1976 р. Гори Кхасі (англ. Khasi Hills)      |              |
| Західні Гори Кхасі (англ. West Khasi Hills)                | Нонгстойн (англ. Nongstoin)      | 1976          | 4                |                                                |              |
| Південно-Західні Гори Кхасі (англ. South West Khasi Hills) | Мокирват (англ. Mawkyrwat)       | 2012          | 2                |                                                |              |
| Рі-Бхой (англ. Ri Bhoi)                                    | Нонгпо (англ. Nongpoh)           | 1992          | 3                |                                                |              |
| Західні Гори Джайнтія (англ. West Jaintia Hills)           | Джовай (англ. Jowai)             | 1972          | 3                | до 2012 р. Гори Джайнтія (англ. Jaintia Hills) |              |
| Східні Гори Джантія (англ. East Jaintia Hills)             | Хлієрьят (англ. Khliehriat)      | 2012          | 2                |                                                |              |
| Східні Гори Гаро (англ. East Garo Hills)                   | Вільямнагар (англ. Williamnagar) | 1976          | 3                |                                                |              |
| Західні Гори Гаро (англ. West Garo Hills)                  | Тура (англ. Tura)                | 1972          | 6                | до 1976 р. Гори Гаро (англ. Garo Hills)        |              |
| Північні Гори Гаро (англ. North Garo Hills)                | Ресубелпара (англ. Resubelpara)  | 2012          | 2                |                                                |              |
| Південно-Західні Гори Гаро (англ. South West Garo Hills)   | Ампаті (англ. Ampati)            | 2012          | 2                |                                                |              |
| Південні Гори Гаро (англ. South Garo Hills)                | Багхмара (англ. Baghmara)        | 1992          | 4                |                                                |              |

Коли 1972 року Мегхалая стала окремим штатом, вона поділялася на 3 округи: Гори Гаро, Гори Кхасі та Гори Джайнтія.
1976 року були утворені ще 2 округи: Східні Гори Гаро та Західні Гори Кхасі, відповідно колишні округи Гори Гаро та Гори Кхасі стали називатись Західні Гори Гаро та Східні Гори Кхасі. Таким чином, кількість округів збільшилась до 5.
1992 року до них додалися наступні 2 округи: Південні Гори Гаро (виділився зі складу округу Західні Гори Ґаро) та Рі-Бхой (зі складу округу Західні Гори Кхасі).
У 2012 році округів стало 11, додалися ще Північні Гори Гаро (зі складу округу Східні Гори Гаро), Східні Гори Джайнтія (зі складу округу Гори Джайнтія, який після цього став називатись Західні Гори Джайнтія), Південно-Західні Гори Кхасі (зі складу округу Західні Гори Кхасі) та Південно-Західні Гори Гаро (зі складу округу Західні Гори Гаро).

## Органи влади
Вищою посадовою особою штату є губернатор (англ. Governor), який призначається Президентом Індії. Виконавча влада здійснюється Радою Міністрів (англ. Council of Ministers) — урядом штату Мегхалая на чолі з першим міністром (англ. Chief Minister).
Законодавча влада належить місцевому парламенту, який, як і в інших штатах Індії, має назву Законодавчі Збори (англ. Legislative Assembly), або Відхан-Сабха (англ. Vidhan Sabha, гінді विधानसभा). Законодавчі Збори складаються з 60 депутатів.
2 депутати представляють Мегхалаю в нижній палаті парламенту Індії (Лок Сабха) і 1 депутат – у верхній палаті Радж'я Сабха.
В межах автономних округів здійснюють свої повноваження Ради автономних округів (Autonomous District Council). Всього в Мегхалаї 3 таких ради:
- Рада автономного округу Гори Кхасі (англ. Khasi Hills Autonomous District Council), повноваження якої поширюється на округи Західні Гори Кхасі, Південно-Західні Гори Кхасі, Східні Гори Кхасі, Рі-Бхой;
- Рада автономного округу Гори Джайнтія (англ. Jaintia Hills Autonomous District Council), повноваження якої поширюється на округи Західні Гори Джайнтія, Східні Гори Джантія;
- Рада автономного округу Гори Гаро  (англ. Garo Hill Autonomous District Council), повноваження якої поширюється на округи Західні Гори Гаро, Південно-Західні Гори Гаро, Північні Гори Гаро, Східні Гори Гаро, Південні Гори Гаро.

У сільських районах зберігаються традиційні інститути самоврядування: сіємства (англ. Syiemship) у кхасі, далойства (англ. Daloiship) у джайнтія і нокма (англ. Nokmas) у гаро.
Верховний Суд Мегхалаї (англ. Meghalaya High Court) здійснює юрисдикцію і повноваження стосовно судових справ, що виникають на території штату.

## Господарство

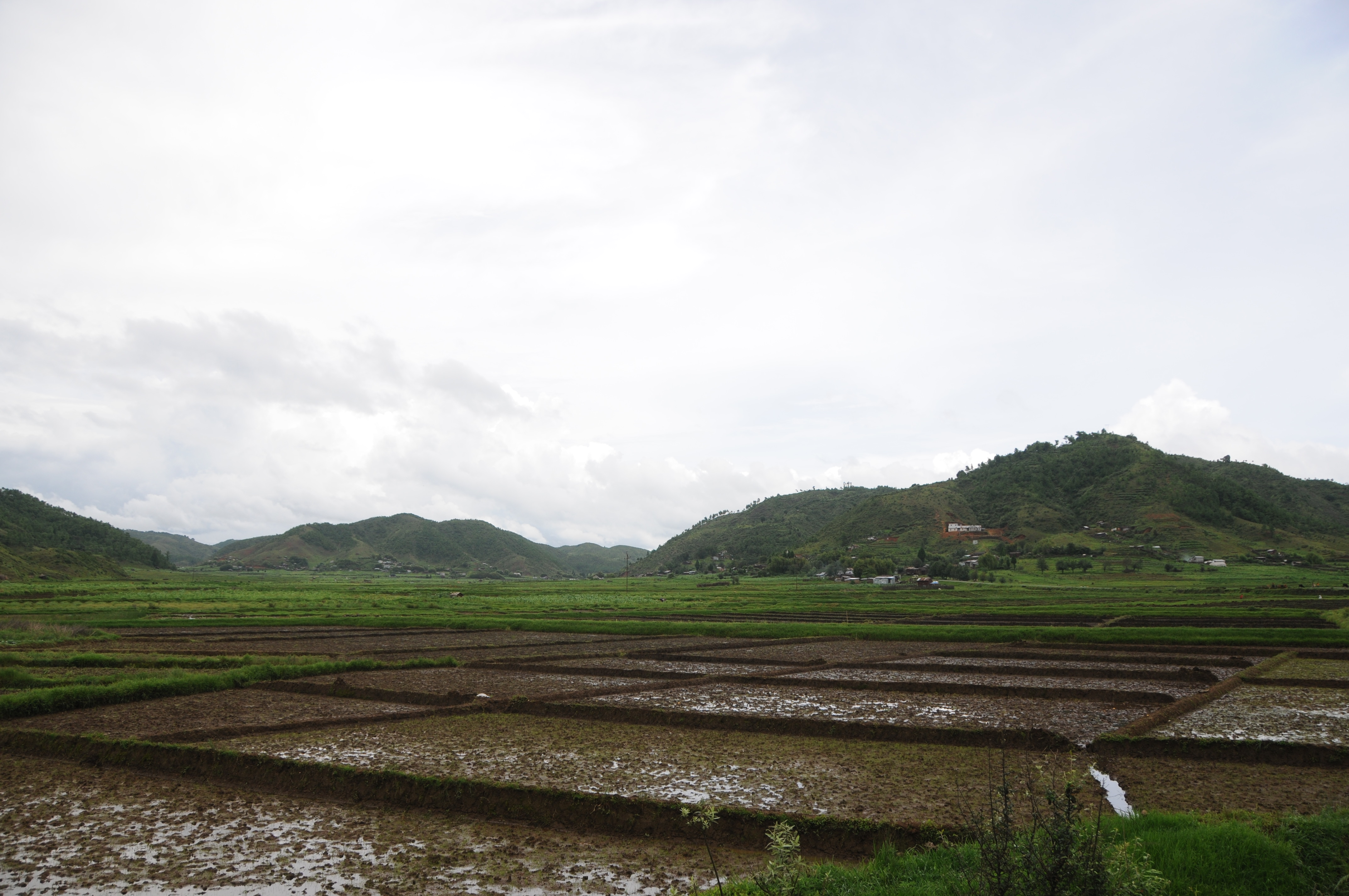
Сільськогосподарські поля в штаті Мегхалая

Мегхалая є переважно аграрним штатом, у сільському господарстві задіяно близько 80 % її населення. Понад 60 % посівних площ займають зернові. Головною сільськогосподарською культурою є рис, під його посівами зайнято 104,8 тис. га, це складає майже 38 % від загальних 276 932 га посівних площ штату. Також вирощують кукурудзу, картоплю, імбир, куркуму, чорний перець, ареку (на горіхи), бетель, бавовник, джут, гірчицю, ріпак. Штат відомий також своїми фруктовими садами, тут збирають апельсини, лимони, ананаси, гуаяву, ліджи, банани, джекфрут, сливи, груші, персики.
Аграрна галузь відзначається низькою продуктивністю через застарілі методи господарювання. Лише в 1970-ті роки відбувся позитивний прорив завдяки успішному впровадженню культури високопродуктивних сортів рису. З'явилося багато чайних плантацій.
Крім рослинництва, важливим джерелом забезпечення населення продуктами харчування є місцеве тваринництво. В господарствах Мегхалаї тримають близько 540 тис. корів, 29 тис. буйволів, 180 тис. кіз, 2,07 млн. свиней і 1,419 млн. голів домашньої птиці.
У Мегхалаї немає великих підприємств. Промисловість обмежується середніми підприємствами з виробництва цементу, фанери, олії, хімічні заводи, існують також дрібні виробництва, млини, сховища сільськогосподарських продуктів, ремонтні майстерні.
Надра Мегалаї багаті на різні мінеральні ресурси, серед яких великі поклади кам'яного вугілля, вапняку, силіманіту, каоліну, граніту а також урану та інших мінералів. Крім того, штат має значні лісові та гідроенергетичні ресурси. Але всі вони практично не використовуються. Причиною тому є бідна інфраструктура регіону.
Основним видом транспорту в Мегхалаї є автомобільний. Загальна довжина доріг у 2003 році становила 7633 км (щільність 34,03 км на 100 км²), з них 3691 км мали асфальтове покриття, 3942 км — гравійне. 4 національних шосе на території штату мають загальну довжину 706,56 км.
Амрой (англ. Umroi), розташований за 35 км від Шиллонгу, є єдиним аеропортом в Мегалаї, він має посадкову смугу для невеликих повітряних суден. Здійснюються регулярні рейси до Колкати, Ґувахаті.
Мегхалая є також перспективним туристичним регіоном. Мальовничі ландшафти, екзотична флора і фауна, численні озера, водоспади, печери, священні ліси викликають неабиякий інтерес у туристів.